# 漢密爾頓鎮區 (內布拉斯加州菲爾莫爾縣)
漢密爾頓鎮區（英語：Hamilton Township）是位於美國內布拉斯加州菲爾莫爾縣的一個行政鎮區。

## 地方資料
漢密爾頓鎮區的面積為93.35平方千米，皆為陸地。根據2020年美國人口普查的數據，當地共有人口94人，而人口密度為每平方千米1.01人。